# Skidmore Fountain megállóhely
Skidmore Fountain megállóhely a Metropolitan Area Express kék és piros vonalainak, valamint a TriMet autóbuszainak megállója az Oregon állambeli Portlandben. 2004 és 2009 között a sárga vonal is megállt itt, de annak megállóját a Portland Transit Mallhoz helyezték át.
A Burnside híd közelében, a Burnside utca és a délnyugati első sugárút között elterülő megálló szélső peronos, a vonatokra a járdáról lehet felszállni. A közelben a Tom McCall Waterfront Park, a vasárnapi piac és a Skidmore-szökőkút található.

## Autóbuszok
- 12 – Barbur/Sandy Blvd (Tigard Transit Center◄►Parkrose/Sumner Transit Center)[2]
- 19 – Woodstock/Glisan (SE Flavel◄►Gateway Transit Center)[3]
- 20 – Burnside/Stark (Beaverton Transit Center◄►Gresham Central Transit Center)[4]

| Előző állomás                                               |  | Metropolitan Area Express |  | Következő állomás                                            |
| ----------------------------------------------------------- |  | ------------------------- |  | ------------------------------------------------------------ |
| Oak Street/SW 1st Avetovább Hatfield Government Center felé |  | Kék vonal                 |  | Old Town/Chinatowntovább Cleveland Avenue felé               |
| Oak Street/SW 1st Avetovább Beaverton pályaudvar felé       |  | Piros vonal               |  | Old Town/Chinatowntovább Portland International Airport felé |

## Fordítás
Ez a szócikk részben vagy egészben  a   Skidmore Fountain MAX Station című angol Wikipédia-szócikk ezen változatának fordításán alapul.  Az eredeti cikk szerkesztőit annak laptörténete sorolja fel. Ez a jelzés csupán a megfogalmazás eredetét és a szerzői jogokat jelzi, nem szolgál a cikkben szereplő információk forrásmegjelöléseként.